# أحمد صادق سعد
أحمد صادق سعد (1919-1988) مناضل في الحركة الإشتراكية المصرية منذ أوائل الأربعينيات. وهو مفكر ماركسي، عرف بطروحاته حول النمط الأسيوي للإنتاج، وباجتهاداته الماركسية الخاصة في هذا المجال. وله العديد من المؤلفات، أبرزها كتبه الفكرية التاريخية.

## حياته السياسية
في عام 1979، نشر أحمد صادق سعد كتابه الرئيسي: «تاريخ مصر الاجتماعي الاقتصادي»، الذي حاول أن يقدم فيه رؤية جديدة للتاريخ المصري تستند إلى أطروحة ماركس المعروفة عن «النمط الآسيوي للإنتاج»، والتي كانت قد لقيت رواجاً بين صفوف عدد من الباحثين الماركسيين الفرنسيين خلال الستينيات. وتعتبر محاولة أحمد صادق سعد المحاولة الثانية بعد محاولة إبراهيم عامر في كتابه «الأرض والفلاح» (1957) لتناول تاريخ مصر الاجتماعي الاقتصادي تناولاً غير تقليدي. وقد دلت هذه المحاولة من جانب أحمد صادق سعد على نفورة المتزايد من الأطروحة الستالينية عن «مراحل التطور الخمس الضرورية» والتي كان هو نفسه قد ساعد على ترويجها من قبل. وقد اتبع أحمد صادق سعد هذا الكتاب الرئيسي بعدد من الكتب والدراسات والمقالات التي تشهد كلها على التوتر الذي أخذ يتزايد احتداداً في تفكيره بين العقائد الستالينية الجامدة ونتائج البحث الماركسي الجديد في تاريخ وحاضر العالم الثالث، خاصة مصر والعالم الإسلامي.

## مؤلفاته
| الاسم                                                                           | دار النشر                      | تاريخ النشر | عدد الصفحات | المصدر               |
| ------------------------------------------------------------------------------- | ------------------------------ | ----------- | ----------- | -------------------- |
| تاريخ مصر الاجتماعي-الاقتصادي                                                   | دار ابن خلدون للطباعة والنشر   | 1997        | 552         | [ 4 ] [ 5 ] [ 6 ]    |
| تاريخ العرب الاجتماعي تحول التكوين المصري من النمط الاسيوي إلى النمط الرأسمالي  | دار الحداثة للطباعة والنشر     | 1981        | 368         | [ 7 ] [ 8 ]          |
| تاريخ مصر الاجتماعي الاقتصادي في ضوء النمط الآسيوي للانتجاج                     | دار ابن خلدون للطباعة والنشر   | 1979        | 552         | [ 5 ] [ 9 ]          |
| صفحات من اليسار المصري في أعقاب الحرب العالمية الثانية                          | مكتبة مدبولي                   | 1976        | 272         | [ 10 ] [ 11 ] [ 12 ] |
| دراسات في الاشتراكية المصرية                                                    | دار الفكر الجديد               | 1976        | 436         | [ 13 ] [ 14 ] [ 15 ] |
| الفكر المعاصر                                                                   | دار الفارابي                   | 1997        | 328         | [ 16 ] [ 17 ] [ 18 ] |
| الحركة الوطنية الفلسطينية 1948-1970                                             | الإتحاد العام للكتاب الفلسطيني | 1976        | 160         | [ 19 ] [ 20 ] [ 21 ] |
| دراسات في الثقافة العضوية                                                       | دار الفارابي                   | 1988        | 436         | [ 22 ] [ 23 ]        |
| دراسات في المفاهيم الإقتصادية لدى المفكرين الإسلاميين "كتاب الخراج لأبي يوسف"   | دار الفارابي                   | 1976        | 215         | [ 24 ] [ 25 ]        |
| دراسات في المفاهيم الاقتصادية لدى المفكرين الإسلاميين: عهود الامبراطوري الإسلام | دار الفارابي                   | 1976        | 272         | [ 26 ]               |
| دراسات في المفاهيم الاقتصادية لدى المفكرين الإسلاميين: الفكر المعاصر            | دار الفارابي                   | 1976        | 130         | [ 27 ]               |